# Clara Bruno
Clara Bruno (Guayaquil, 17 de noviembre de 1913-Ibidem, 6 de febrero de 2018) fue una empresaria ecuatoriana, conocida también como la Dama del Girasol, por haber introducido desde España las semillas de esta planta y sembrarlas en el país.

## Biografía
Hija de Carlos Bruno y Adela Cavanna, naturales de Génova, fue la mayor de tres hermanos.
En enero de 1932, se gradúa con el título de Contadora del Colegio de la Inmaculada, y con Carmela Estarellas, se convierten en las primeras alumnas graduadas en dicha especialidad. Después, le pidió a su padre que la pusiera a trabajar a las oficinas del depósito de maderas “El Pailón”, aserrío fundado en San Lorenzo (Esmeraldas) por Bruno Sampietro, abuelo de su padre. Al principio le pareció una idea descabellada pues las señoritas no trabajaban en Guayaquil ymenos aún en un sitio donde tendría que tratar con obreros y con clientes en general, pero ella insistió tanto que finalmente su padre terminó por aceptar.
En 1938, saliendo de unas clases de inglés con sus primas, conoció al Capitán Francisco Piana Ratto, quien además era ingeniero naval, con quien se comprometió. Sus padres decidieron volver a Guayaquil y Clarita se quedó viviendo en casa de una tía, mientras su novio luchaba en España, en el bando franquista. Meses más tarde, al enfermar su madre, tuvo que regresar a Guayaquil. Tras ella llegó el novio, con lo que pudieron casarse el 8 de diciembre de 1938. Clarita le cedió su trabajo en El Pailón y en 1939 nació su primer hijo.
Presidió el Comité Femenino del Club de Leones en 1965, fue presidenta de la Asociación de Fabricantes de Aceites y Grasas del Ecuador en 1968, y fue la primera mujer en ocupar el cargo de decana del Cuerpo Consular en 1979.